# Autoroute A15 (Francia)
L’autoroute A 15 è un'autostrada francese, nella regione dell'Île-de-France.